# Pseudostegias dulcilacuum
Pseudostegias dulcilacuum är en kräftdjursart som beskrevs av Clements Robert Markham1980. Pseudostegias dulcilacuum ingår i släktet Pseudostegias och familjen Bopyridae. Inga underarter finns listade i Catalogue of Life.